# Municipalità di Favaro Veneto
La Municipalità di Favaro Veneto è una suddivisione amministrativa del comune di Venezia che comprende l'estremità orientale della terraferma. Confina ad ovest con la Municipalità di Mestre-Carpenedo, a nord con i confini comunali di Marcon, Quarto d'Altino e Musile di Piave e a sud-est con la gronda lagunare.
Con la sua istituzione (2005) è stato soppresso il quartiere 8 "Favaro Veneto" fino al 1997 quartiere 10.

## Geografia antropica

### Suddivisioni amministrative
La municipalità è a sua volta suddivisa in 4 ambiti territoriali (delegazioni di zona):
- Campalto - Villaggio Laguna
- Dese
- Favaro
- Tessera - Ca' Noghera

## Geografia fisica

### Territorio
Della circoscrizione fanno parte le località di Favaro Veneto (centro principale e sede della municipalità), Tessera, Campalto, Dese, Ca' Noghera e una piccola porzione della laguna nord.
Il territorio corrisponde sostanzialmente a quello dell'ex comune di Favaro Veneto, soppresso nel 1926.